# Vicente Belda
Vicente Belda (nascido a 12 de setembro de 1954 em Alfafara, Alicante; ainda que desde pequeno reside em Cocentaina, na mesma província) é um ciclista espanhol, profissional entre os anos 1978 e 1988.
O seu filho David Belda é também ciclista profissional e também era engenheiro.

## Biografia

### Ciclista profissional
O seu maior lucro durante a sua vida desportiva, é a terceira praça conseguida na Volta a Espanha de 1981, por trás de Giovanni Battaglin e Pedro Muñoz. Também conseguiu triunfos de etapa na Volta e o Giro.

### Director desportivo

#### Kelme/Comunitat Valenciana
Depois de retirar-se do ciclismo profissional, continua unido ao mundo da bicicleta, convertendo-se em director desportivo da equipa Kelme (a partir de 2004, Comunitat Valenciana), até que desapareceu em 2006 como consequência do envolvimento da prática da totalidade da equipa (ciclistas, directores e médicos) na Operação Puerto.

##### Auxiliar de Pino
Em 1995 uniu-se à equipa Kelme como director auxiliar de Álvaro Pino, director desportivo do conjunto verde e branco. Depois de um parêntese em 1996, voltou à equipa em 1997, onde permaneceu como auxiliar de Pino até marchar deste ao Phonak depois da temporada de 1999.

##### Director principal e sucessos
Em 2000 converteu-se no director desportivo principal da equipa Kelme. Na sua primeira temporada à frente, a equipa ganhou duas etapas no Tour de France (uma com Santiago Botero e outra com Javier Otxoa), bem como a classificação da montanha (com Botero, após que Otxoa a levasse também).
Em 2001 o ciclista da Kelme Óscar Sevilla foi segundo na Volta a Espanha, após que na última etapa (uma contrarrelógio em Madrid) perdesse o maillot ouro, que foi parar a Ángel Casero (da Festina. Este triunfo de Casero foi motivo de polémica ao descobrir-se que o controvertido doutor Eufemiano Fuentes, chefe médico da Kelme (ainda que atendia também em privado a outros desportistas, incluídos ciclistas de outras equipas), tinha deixado no atendedor de chamadas do telefone de Casero que o que tu já sabes estaria preparado para que ganhasse a Volta na crono de Madri. Ante as suspeitas de que se tratava de um assunto de dopagem que Fuentes facilitava a um ciclista de outra equipa (Casero) na contramão de um da sua própria equipa (Sevilla), Fuentes disse que se referia a umas bielas e que era uma mensagem que ele tinha transmitido de parte do seu colega italiano Luigi Cecchini. Apesar de que Belda mostrou o seu enredo pelo caso, Fuentes seguiu sendo o chefe médico da equipa.
Em 2002, depois de ganhar Sevilla o maillot branco de melhor jovem no Tour de France, a Kelme apresentou-se como favorito para ganhar a Volta a Espanha com o corredor manchego. No entanto, ainda que um ciclista da Kelme ganhou a Volta (Aitor González), o triunfo foi novamente polémico ainda que neste caso pela guerra interna vivida na equipa entre os seus dois líderes, Sevilla (quem a priori era o chefe de filas) e González (quem atacou no Angliru a Sevilla quando este era líder, beneficiando a Roberto Heras, da US Postal). Sevilla foi finalmente quarto na geral, após que na última contrarrelógio uma sequência de infortunios lhe fizesse perder muito tempo, o descendo assim do pódio final. Assim, ainda que finalmente Aitor González se fez com a Volta ao adiantar-se na última etapa (a contrarrelógio com final no Estádio Santiago Bernabéu) a Heras, a vitória ficou empanada por essa guerra interna e as tentativas de Belda de pôr paz na sua própria esquadra. Aitor marchou-se da equipa (no que acabava contrato) para alinhar pelo potente Fassa Bortolo italiano.
Em 2003 o ciclista Jesús Manzano sofreu um desvanecimento no Tour de France quando ia escapado, requerendo atenção hospitalaria; este facto adquiriria anteriormente grande relevância para Belda e a sua equipa. Na Volta a Espanha a equipa obteve duas vitórias de etapa e a combinada por meio de Alejandro Valverde, autêntica revelação da temporada ao somar os seus sucessos na Volta a uma temporada pejada de triunfos em carreiras de um dia.

##### Manzano e o declive
Em 2004, o ex ciclista da equipa Jesús Manzano concedeu uma extensa entrevista ao diário As, na que detalhava as suas práticas de dopagem durante a sua estadia na equipa Kelme, afirmando assim mesmo que era uma prática sistémica dentro da equipa e organizada pelos próprios responsáveis (médicos e desportivos) da formação. Belda realizou as seguintes declarações a propósito das revelações de Manzano:
"Dão-me náuseas. Pouco posso dizer ao respeito, já que não conta a verdade e também não pode meter a todo o pelotão no mesmo saco. A dopagem está claro que existe em todos os desportos, mas não todos os desportistas estão dopados ou são uns drogaditos como insinua."
"É como se me tivessem posto uma lousa em cima. Já contar-me-ás que lhes posso dizer a meus corredores nestes momentos para planificar a carreira e o favor que está a fazer ao ciclismo com esses comentários. Os advogados da equipa já têm começado a trabalhar no assunto."
Como consequência das revelações de Manzano, a organização do Tour de France não aceitou à equipa na linha de saída nem nesse ano nem o seguinte, ficando assim mesmo fora do UCI ProTour (um circuito que reunia a partir de então às melhores equipas) criado em 2005 e, por tanto, relegado a carreiras de segunda fila (do Circuito Continental) e a umas poucas de máxima categoria (ProTour) em caso de conseguir um convite expresso da organização, circunstância que só se dava na Volta a Espanha.

#### Operação Puerto

##### Primeira reacção às detenções
A 23 de maio de 2006 foram detidos pela Polícia civil, entre outros, José Ignacio Labarta (director anexo da Comunitat Valenciana) e o médico Eufemiano Fuentes (ex chefe médico da Kelme e irmão de Yolanda Fuentes, chefa médica da Comunitat Valenciana nesse momento), pelo seu envolvimento na Operação Puerto, uma investigação antidopagem que descobriu uma rede de dopagem organizado para desportistas de elite. Ante estas detenções e os rumores incessantes sobre o envolvimento da sua equipa na trama de dopagem, Belda disse o seguinte:
"Estas detenções são uma apunhalada pelas costas contra o ciclismo. Se já andávamos debaixo de suspeita, só nos faltava isto". Belda referia-se assim às suspeitas de dopagem que já existiam sobre a sua equipa depois das revelações de seu ex ciclista Jesús Manzano ao diário As em 2004 (confirmadas nesta operação, dois anos depois).

##### Plante no Campeonato da Espanha
Em 25 e 26 de junho o diário El País publicou parte da investigação da Polícia civil, filtragem que revelava que quase todos os ciclistas do Comunitat Valenciana eram clientes da rede de dopagem (com o nome genérico os verdes, pela cor de sua maillot).
No mesmo dia em que se publicou a primeira parte desta exclusiva se devia celebrar o Campeonato da Espanha em estrada, que foi suspenso por um boicote dos ciclistas (em protesto pelas filtragens à imprensa) promovido por um ciclista da equipa levantino. O próprio Belda apoiou este plante.

##### As conversas telefónicas com Fontes
Belda figurava no sumário da Operação, revelando-se comprometedoras conversas telefónicas com Eufemiano Fontes nas que ficava em evidência o conhecimento e consentimento de Belda sobre o dopagem generalizado em sua formação por meio da rede de Fontes.

##### Petição da prova do DNA
Belda e seus ciclistas ofereceram-se a dar mostras de sangue para cotejar seu DNA com o das carteiras de sangue apreendidas pela Policia civil nos registros.

##### Desaparecimento da equipa
A organização do Tour de France retirou seu convite à equipa como consequência da Operação Porto. O Comunitat Valenciana, que não tinha estado em 2004 e 2005 na Grande Boucle pelas declarações de Manzano, tinha conseguido um convite (necessária se for o caso, já que não era uma equipa ProTour) para participar três anos depois na ronda gala, coisa que finalmente não ocorreu pela retirada de dita convite.
Pouco depois, a Volta a Espanha decidiu também não convidar a Communitat Valenciana. Ante esta decisão, a Generalidade Valenciana decidiu retirar o seu apoio à equipa (já que, excluído das principais carreiras, não podia promover a dita comunidade em provas de renome), o qual precipitou o desaparecimento do conjunto levantino.

##### Sem consequências penais
Ao não ser a dopagem um delito na Espanha segundo a legislação vigente nesse momento, o processo judicial se centrou em se se tinha cometido um delito contra a saúde pública. Assim, a Operação Puerto não teve consequências penais para Belda.

#### Fuerteventura-Canarias Team
Em 2007 passou a ser assessor do novo Fuerteventura-Canarias Team.
Em 2008 passou a converter-se em director do Fuerteventura-Canarias Team em categoria elite e sub-23, adscrito à Federação de Ciclismo da Comunitat Valenciana (FCCV). Posteriormente tem sido contratado pela equipa elite UCI colombiano Loteria de Boyacá, com o que estreiou a 16 de julho de 2008 na Clássica de Girardot, sobre um total de cinco etapas.
Desde 1 de janeiro de 2009 passou a ser o Director desportivo da equipa ciclista Boyacá Es Para Vivirla, com sede na Colômbia.

## Palmarés
| - 1978 - 1 etapa da Volta a Espanha - 1979 - Volta à Catalunha - 1 etapa da Volta à Andaluzia - 1981 - 3.º na Volta a Espanha, mais 1 etapa - 1 etapa da Volta à Catalunha - 1982 - 1 etapa da Volta à La Rioja - Clássica dos Portos - 1 etapa do Giro d'Italia | 1983 - - 1 etapa da Volta ao País Basco - Subida ao Naranco - 1984 - Subida ao Naranco - Subida a Urkiola - Volta a Galiza - 1985 - Escalada a Montjuich - 2 etapas da Volta à Colômbia - 1986 - Escalada a Montjuich |

## Grandes Voltas e Campeonatos do Mundo
Durante a sua carreira desportiva tem conseguido os seguintes postos nas Grandes Voltas e nos Campeonatos do Mundo em estrada:
| Carreira           | 1978 | 1979 | 1980 | 1981 | 1982 | 1983 | 1984 | 1985 | 1986 | 1987 | 1988 |
| ------------------ | ---- | ---- | ---- | ---- | ---- | ---- | ---- | ---- | ---- | ---- | ---- |
| Giro d'Italia      | -    | -    | -    | -    | Ab.  | -    | -    | -    | -    | -    | -    |
| Tour de France     | -    | -    | 20.º | 38.º | -    | -    | -    | -    | -    | -    | 75.º |
| Volta a Espanha    | 21.º | 17.º | 10.º | 3.º  | 18.º | 9.º  | 8.º  | 18.º | 30.º | 6.º  | 68.º |
| Mundial em Estrada | Ab.  | -    | -    | -    | Ab.  | Ab.  | Ab.  | -    | -    | -    | -    |

-: não participa

Ab.: abandono

## Prêmios, reconhecimentos e distinções
- Melhor Técnico Desportivo de 2000 nos Prêmios Desportivos Provinciais da Deputação de Alicante[1]